# Чернопятово
Чернопятово - село в Павловском районе Алтайского края. Административный центр Чернопятовского сельсовета.

## География
Село расположено в живописном месте на краю Касмалинского ленточного бора в 16 км. от районного центра - села Павловск.

## Население
| 1926 | 1997 | 1998 | 1999 | 2000 | 2001 |
| ---- | ---- | ---- | ---- | ---- | ---- |
| 2411 | ↘808 | ↘804 | ↗825 | ↗826 | ↗884 |
| 2002 | 2003 | 2004 | 2005 | 2006 | 2007 |
| ↘721 | ↗731 | ↘713 | ↘702 | ↗747 | ↘713 |
| 2008 | 2009 | 2010 | 2011 | 2012 | 2013 |
| ↗715 | ↗738 | ↘589 | →589 | ↗594 | ↗620 |

## Социальная сфера
На территории села действуют несколько учреждений образования: МОУ «Чернопятовская СОШ», детский сад, сельский дом культуры, сельская библиотека. Действует также филиал Почты России, отделение Сбербанка, фельдшерско-акушерский пункт. Мемориал славы, который заложен и открыт в 1975 году, имеются бюсты героев Советского Союза: А.И.Ощепкова, Г.Н. Раевского, на плитах фамилия, имя, отчество, погибших в годы Великой Отечественной войны.